# 鮫島宗雄
鮫島 宗雄（さめじま むねお、1903年2月10日 - 1947年8月6日）は、昭和初期の日本の臨床医師、医学研究者（医学博士）。南洋庁立の病院の医師として、トラック医院、パラオ医院、ヤップ医院、ヤルート医院、ポナペ医院で現地日本人およびミクロネシア人を診察した。その傍ら、ミクロネシア人についての医学的、人類学的、疫学的研究をおこなった。

## 人物
1920年（大正9年）、岡山医学専門学校に進学する。在学中の1922年に岡山医学専門学校は岡山医科大学に昇格した。1924年（大正13年）3月、岡山医科大学付属専門部を卒業。
日本の各地の医師を経て、南洋群島に渡り1934年（昭和9年）頃に南洋庁の官医となる。1940年医学博士号取得。
太平洋戦争で南方海域での戦況悪化に伴い、本土に戻り東京府の医師として勤務する。1942年（昭和17年）に府立淀橋健康相談所所長、兼阿佐ヶ谷健康相談所所長、兼板橋性病予防所所所長、兼淀橋性病予防所所長に赴任。軍医として戦時招集され、シンガポールに赴任。肺結核を患い復員し、召集前の勤務地である杉並区内の結核療養所である救世軍杉並療養所（現在の救世軍ブース記念病院）に入所。1947年（昭和22年）に同所で死去。

## マーシャル諸島での調査研究
南洋庁の管轄島嶼域内の医学、疫学調査結果は南洋庁警務課が「南洋群島地方病調査医学論文集」として1933年に発刊し、1939年まで続刊されていたが、その中でサイパン島は岡谷昇、ヤップ島は藤井保、ヤルート島（マーシャル諸島）は鮫島などが主に報告を行っている。マーシャル群島内の指紋調査ではマーシャル群島内に設けられた4公学校（ジャポール（ヤルート）、エボン、クェゼリン、ウォッジェ）の生徒400名と比較的大規模に実施し、指紋学上の民族的傾向がパラオ人と近似し、その次に中国人、朝鮮人に近似するなどモンゴロイド系族の性質を具えていることを見出している。また、初めて大規模にマーシャル人(346人)のABO式血液型を調査し、O型53%、A型23%、B型19%、AB型4%とO型が圧倒的に多いことを報告している。他、多数のマーシャル人の体格、形態について細かい測定を行い報告を行っている。これらの鮫島の民族疫学的研究は当時金沢医科大学教授である古屋芳雄の指導を多大に受けている。古屋芳雄は、永井潜とともに日本人やアイヌ人の生物測定学的研究の推進、後に国民優生法の制定につながる「民族優生協議会」（断種法制定を協議する場）へ強く関与し、2代目の国立公衆衛生院長、日本医科大学教授となる人物である。

## 南洋民間薬の紹介
鮫島宗雄は岡山医学会の雑誌に掲載した論文の一つで、南洋群島の現地民において代々口授で伝わっている民間薬処方を紹介している。これは鮫島が門外不出の秘法を持つ家元に乞うて聞き出したものの紹介である。例えば、南洋で罹患者が多い「フランベジアにはコプラを削って搾り、沸かし熱いまま塗布する」などとあり、近代医学が流入する前の現地民の治療法を窺い知ることができる。しかし、大部分は生薬の原料植物が現地通称名で紹介されており、該当植物の特定や有効成分の特定に至らず科学的な紹介にはなっていない。例えば「アタート」（草の名）、「ネン」（木の名）、「キノ」（草の名）、「マルクネンチョウジョ」（草の名）、「ウデイロマル」（木の名）、「ケンナット」（木の名）「キヨブ」（草の名）など。

## 執筆論文など
- 鮫島宗雄(南洋庁ヤルート医院)「南洋ミクロネシヤ族の女性骨盤に就て」人類学雑誌 Vol.51(1936)No.7 P288-295 東京人類学会（現在の日本人類学会の前身）
- 鮫島宗雄「脳性小児麻痺両型各例」児科雑誌(432) 1936-05 日本小児科学会
- 鮫島宗雄「マーシャル群島原住民（ミクロネシヤ族）の指紋研究」民族衛生Vol.6(1937-1938) No.5-6 P395-409,en1日本民族衛生学会
- 加藤義治郎、鮫島宗雄「薩摩奄美大島琉球体質人類学的研究」民族生物学研究　第7集 107-122（1938）金沢医科大学　衛生学教室出版
- 江西甚良、鮫島宗雄「マーシャル群島原住民歯牙ノ民族生物学的研究」歯学月報：日本大学歯学会雑誌19(1) 1939-01
- 鮫島宗雄「我南洋群島ミクロネシヤ人ノ女性骨盤二就テ」、「マーシャル群島に於ける呼吸器病の調査研究」、「マーシャル群島民の梅毒問題」南洋群島地方病調査医学論文集　第4集(南洋庁警務課)
- 鮫島宗雄「南洋群島マーシャル諸島土著民(ミクロネシヤ人)のA.B.O式血液型の分布に就て」、「マーシャル人(ミクロネシヤ族)の体質人類学的研究」、「マーシャル群島土著民小児に於ける血清沈降反応」南洋群島地方病調査医学論文集　第5集（南洋庁警務課）
- 鮫島宗雄（南洋庁ポナペ医院）「マーシャル群島土人の民間治療法」52巻2号 (1940)　岡山医学会雑誌